# Orgilus kumatai
Orgilus kumatai är en stekelart som beskrevs av Watanabe 1968. Orgilus kumatai ingår i släktet Orgilus och familjen bracksteklar. Inga underarter finns listade i Catalogue of Life.